# Suzuki Grand Vitara
Suzuki Grand Vitara er en offroader fra Suzuki. Bilen bygges i Egypten af Suzuki Egypt S.A.E.

## Modelhistorie
- 1988: Introduktion af forgængeren Suzuki Vitara som tredørs og cabriolet med 1,6-litersmotor
- 1991: Introduktion af Vitara som femdørs (Vitara long)
- 1998: Introduktion af Grand Vitara som tre- og femdørs
- 1999: Introduktion af todørs som cabriolet eller med ståltag, begge med 2,0-litersmotor med 94 kW (128 hk)
- 2000: Ny 2,0 TD med commonrail-dieselmotor fra PSA Peugeot Citroën
- 2001: Grand Vitara i lang XL7-udgave (4,70 m) med 2,7-liters V6-motor 127 kW (173 hk)
- 2004: Grand Vitara XL-7 med nyt frontparti
- 2005: Anden generation af Grand Vitara
- 2006: Suzuki XL7 er nu en selvstændig model på GM-platform og ingen offroader, men "kun" SUV

## Første generation (1998−2005)
Grand Vitara afløste forgængeren Vitara i 1998. Vitara havde allerede siden 1991 fandtes i en version med længere akselafstand og fem døre. Nu hed også den korte udgave Grand Vitara. Ud over de lukkede modeller fandtes modellen også med Softtop. Bilen havde tilkobleligt firehjulstræk. Topmodellen hed Grand Vitara XL-7 og adskilte sig gennem længere akselafstand og en V6-aluminiumsmotor som kun fandtes til denne version.
- Suzuki Grand Vitara XL-7 (2001−2005)

### Motorer
| Model         | Cylindre | Ventiler | Slagvolume cm³ | Max. effekt kW (hk) / omdr. | Max. drejningsmoment Nm / omdr. | Topfart km/t | Byggeår     | Varianter   |
| ------------- | -------- | -------- | -------------- | --------------------------- | ------------------------------- | ------------ | ----------- | ----------- |
| Benzinmotorer |          |          |                |                             |                                 |              |             |             |
| 1.6           | 4        | 16       | 1590           | 69 (94) / 5200              | 138 / 4000                      | 150          | 1998 − 2005 | 3-dørs      |
| 2.0           | 4        | 16       | 1995           | 94 (128) / 6000             | 174 / 2900                      | 160          | 1998 − 2005 | 5-dørs      |
| 2.5           | 6        | 24       | 2494           | 106 (144) / 6200            | 208 / 3500                      | 165          | 1998 − 2003 | 5-dørs      |
| 2.5           | 6        | 24       | 2494           | 116 (158) / 6200            | 213 / 3500                      | 175          | 2003 − 2005 | 5-dørs      |
| 2.7           | 6        | 24       | 2737           | 127 (173) / 5500            | 241 / 4000                      | 175          | 2001 − 2003 | XL-7        |
| 2.7           | 6        | 24       | 2737           | 135 (184) / 5500            | 231 / 3300                      | 183          | 2003 − 2005 | XL-7        |
| Dieselmotorer |          |          |                |                             |                                 |              |             |             |
| 2.0 TD1       | 4        | 8        | 1998           | 64 (87) / 4000              | 216 / 2000                      | 160          | 1998 − 2000 | 5-dørs      |
| 2.0 TD2       | 4        | 8        | 1997           | 80 (109) / 4000             | 250 / 1750                      | 160          | 2000 − 2003 | 5-dørs      |
| 2.0 TD2       | 4        | 16       | 1997           | 80 (109) / 4000             | 270 / 1750                      | 160          | 2003 − 2006 | 5-dørs, XL7 |

## Anden generation (2005−)
I september 2005 kom den komplet nyudviklede anden generation af Grand Vitara på markedet. Modellen har permanent firehjulstræk. Spærringen af midterdifferentialet og terrænreduktionen tilkobles elektronisk ved hjælp af en drejekontakt.
Den nye Grand Vitara råder over en stiv passagerkabine med integreret chassisramme. Forgængerens stive bagaksel er for at opnå større kørekomfort blevet afløst af separate hjulophæng. På grund af sin akselafstand og frihøjde samt det tekniske udstyr er modellen nærmere en offroader end en SUV, og er velegnet til indsats i let til middelsvært terræn.
Blandt andet findes der et nyt Comfort Plus-udstyr ligesom forgængerens XL7-udstyr. Denne karrosseriudførelse adskiller sig ikke længere fra de øvrige modelversioner. Udover talrigt andet ekstraudstyr indeholder Comfort Plus-udstyret et Suzuki-skrifttræk på reservehjulet, læderkabine, xenonforlygter og glasskydetag samt træindlæg på instrumentbrættet (findes kun til denne udstyrsvariant).
I 2009 blev sideblinklysene integreret i sidespejlene.
I efteråret 2012 gennemgik Grand Vitara et yderligere facelift, som frem for alt kan kendes på fronten med ny kølergrill og modificerede kofangere. Motorprogrammet er i forhold til den tidligere model uændret.
- Grand Vitara femdørs (2005–2009) bagfra
- Suzuki Grand Vitara tredørs (2005–2009)

### Motorer
| Model         | Cylindre | Ventiler | Slagvolume cm³ | Max. effekt kW (hk) / omdr. | Max. drejningsmoment Nm / omdr. | Euronorm    | 0-100 km/t sek. | Topfart km/t | Byggeår          | Varianter |
| ------------- | -------- | -------- | -------------- | --------------------------- | ------------------------------- | ----------- | --------------- | ------------ | ---------------- | --------- |
| Benzinmotorer |          |          |                |                             |                                 |             |                 |              |                  |           |
| 1.6           | 4        | 16       | 1586           | 78 (106) / 5900             | 145 / 4100                      | Euro4/Euro5 | 14,4            | 160          | 9/2005 −         | 3-dørs    |
| 2.0           | 4        | 16       | 1995           | 103 (140) / 6000            | 183 / 4000                      | Euro4       | 11,9            | 175          | 9/2005 − 9/2008  | 5-dørs    |
| 2.4           | 4        | 16       | 2393           | 122 (166) / 6000            | 225 / 3800                      | Euro4       | 11,2            | 180          | 9/2008 –         | 3-dørs    |
| 2.4           | 4        | 16       | 2393           | 124 (169) / 6000            | 227 / 3800                      | Euro5       | 11,7            | 185          | 9/2008 −         | 5-dørs    |
| 3.2           | 6        | 24       | 3195           | 171 (233) / 6200            | 291 / 3200                      | Euro4       | 9,3             | 200          | 9/2008 – 10/2012 | 5-dørs    |
| Dieselmotorer |          |          |                |                             |                                 |             |                 |              |                  |           |
| 1.9 DDiS1     | 4        | 8        | 1870           | 95 (129) / 3750             | 300 / 2000                      | Euro4       | 13,2            | 170          | 12/2005 − 5/2010 | 3/5-dørs  |
| 1.9 DDiS1     | 4        | 8        | 1870           | 95 (129) / 4000             | 300 / 1750 – 2500               | Euro5       | 13,2            | 170          | 5/2010 –         | 3/5-dørs  |

I slutningen af 2012 udgik V6-motoren, mens alle tilbageværende motorer nu opfylder Euro5-normen.

## Suzuki XL7 Hill Climb Special
En stærkt modificeret racerversion af Suzuki Grand Vitara med betegnelsen Suzuki XL7 Hill Climb Special med en effekt på 740 kW (1007 hk) vandt i 2006 og 2007 det internationale bjergløb på Pikes Peak i USA, Pikes Peak International Hill Climb. Føreren var begge gange Nobuhiro Tajima.